# Fechtweltmeisterschaften 1974
Die 26. Fechtweltmeisterschaften fanden 1974 in Grenoble statt. Es wurden acht Wettbewerbe ausgetragen, sechs für Herren und zwei für Damen.

## Herren

### Florett, Einzel
| Platz | Land | Sportler            |
| ----- | ---- | ------------------- |
| 1     | URS  | Alexander Romankow  |
| 2     | ITA  | Carlo Montano       |
| 3     | FRA  | Frédéric Pietruszka |

### Florett, Mannschaft
| Platz | Land        | Sportler                                                                   |
| ----- | ----------- | -------------------------------------------------------------------------- |
| 1     | Sowjetunion | Alexander Romankow, Wassyl Stankowytsch, Wladimir Denissow, Juri Tschisch  |
| 2     | Polen       | Marek Dąbrowski, Lech Koziejowski, Jerzy Kaczmarek, Ziemowit Wojciechowski |
| 3     | Frankreich  | Christian Noël, Daniel Revenu, Bernard Talvard, Didier Flament             |

### Degen, Einzel
| Platz | Land | Sportler       |
| ----- | ---- | -------------- |
| 1     | SWE  | Rolf Edling    |
| 2     | FRA  | Jacques Brodin |
| 3     | URS  | Boris Lukomski |

### Degen, Mannschaft
| Platz | Land           | Sportler                                                        |
| ----- | -------------- | --------------------------------------------------------------- |
| 1     | Schweden       | Rolf Edling, Carl von Essen, Göran Flodström, Hans Jacobson     |
| 2     | BR Deutschland | Jürgen Hehn, Joachim Peter, Alexander Pusch, Elmar Beierstettel |
| 3     | Ungarn         | Győző Kulcsár, Sándor Erdős, Pál Schmitt, Jenő Pap              |

### Säbel, Einzel
| Platz | Land | Sportler           |
| ----- | ---- | ------------------ |
| 1     | ITA  | Mario Aldo Montano |
| 2     | URS  | Wiktor Krowopuskow |
| 3     | URS  | Wiktor Sidjak      |

### Säbel, Mannschaft
| Platz | Land        | Sportler                                                                                  |
| ----- | ----------- | ----------------------------------------------------------------------------------------- |
| 1     | Sowjetunion | Wladimir Naslymow, Wiktor Krowopuskow, Wiktor Sidjak, Eduard Winokurow                    |
| 2     | Rumänien    | Dan Irimiciuc, Corneliu Marin, Ioan Pop, Alexandru Nilca                                  |
| 3     | Italien     | Mario Aldo Montano, Mario Tullio Montano, Tommaso Montano, Rolando Rigoli, Michele Maffei |

## Damen

### Florett, Einzel
| Platz | Land | Sportlerin                      |
| ----- | ---- | ------------------------------- |
| 1     | HUN  | Ildikó Bóbis                    |
| 2     | HUN  | Ildikó Tordasi-Schwarczenberger |
| 3     | URS  | Nailja Giljasowa                |

### Florett, Mannschaft
| Platz | Land        | Sportlerinnen                                                                                     |
| ----- | ----------- | ------------------------------------------------------------------------------------------------- |
| 1     | Sowjetunion | Olga Knjasewa, Walentina Sidorowa, Nailja Giljasowa, Jelena Belowa, Walentina Nikonowa            |
| 2     | Ungarn      | Ildikó Bóbis, Ildikó Tordasi-Schwarczenberger, Ildikó Ujlakiné-Rejtő, Mária Szolnoki, Magda Maros |
| 3     | Rumänien    | Ana Pascu, Ecaterina Stahl, Ileana Gyulai, Suzana Ardeleanu, Magdalena Bartoș                     |